# شيخ أباد (هرازبي الجنوبي)
شیخ أباد (بالفارسية: شیخ‌آباد) هي قرية تقع في إيران في قسم هرازبي الجنوبی الريفي. يقدر عدد سكانها بـ 263 نسمة .